# Today Is the Day
Today Is the Day is een Amerikaanse experimentele hardcore/metalband uit Nashville (Tennessee), die het huidige hardcore- en metalcore-circuit heeft beïnvloed, zoals de bands The Ocean en Zao.

## Bezetting
Huidige bezetting
- Steve Austin (gitaar, zang, samples, sinds 1992)
- Ryan Jones (basgitaar, sinds 2010)
- Curran Reynolds (drums, sinds 2010)

Voormalige leden
- Brad Elrod (drums, 1992–1996)
- Mike Herrell (basgitaar, 1992–1995)
- Scott Wexton (keyboards, 1995–1996)
- Mike Hyde (drums, 1996–1998)
- Christopher Reeser (basgitaar, 1996–1998)
- Bill Kelliher (basgitaar, 1998–1999)
- Brann Dailor (drums, 1998–1999)
- Marshall Kilpatrick (drums, 2002)
- Mike Rosswog (drums, 2002–2007, 2008)
- Chris Debari (basgitaar, 2002–2008)
- Derek Roddy (drums, 2007–2008)
- John Judkins (basgitaar, 2008–2010)
- Julien Granger (drums, 2008–2010)

## Geschiedenis
Today Is the Day werd geformeerd in 1992 door gitarist en zanger Steve Austin en drummer Brad Elrod. Een bassist werd iets later gevonden in Mike Herrell en de debuut-ep How to Win Friends and Influence People werd in hetzelfde jaar uitgebracht. De band werd vervolgens gecontracteerd door Amphetamine Reptile Records, waar het debuutalbum Supernova in 1993 werd voltooid. De opvolger Willpower was het laatste album met de oorspronkelijke bassist Mike Herrell, die na het uitbrengen de band verliet en werd vervangen door toetsenist Scott Wexton. Met de nieuwe bezetting werd het volgende titelloze album opgenomen, waarvan het uitbrengen ook het afscheid betekende van AmRep. De oorspronkelijke drummer Brad Elrod werd vervangen door Mike Hyde en toetsenist Scott Wexton werd vervangen door Christopher Reeser op elektrische bas (1996). Het volgende album Temple of the Morning Star werd in 1997 uitgebracht bij het toen snel groeiende Relapse Records.
Na het uitbrengen van het album Temple of the Morning Star was er een bijna volledige verandering van bezetting met Brann Dailor (drums) en Bill Kelliher (bas) in de band. Met deze bezetting werd In the Eyes of God opgenomen en gepubliceerd bij Relapse in 1999. Daarna toerden ze uitgebreid (onder andere met de labelcollega's van Neurosis) en werkten aan het nieuwe materiaal. In 2002 verscheen het dubbelalbum Sadness Will Prevail met een totale lengte van ruim twee uur. Er was nog een wijziging in de bezetting. Chris Debari werd de nieuwe bassist en Marshall Kilpatrick nam de plaats in op de drums. Het album wordt als moeilijk verteerbaar beschouwd, omdat het grotendeels bestaat uit de zeer vervormde gitaarriffs, witte ruis en verschillende audiofragmenten uit verschillende speelfilms. In 2004 verscheen Kiss the Pig, dat door velen wordt beschouwd als het snelste en meest hatelijke werk van de band, de laatste publicatie bij Relapse Records. In 2006 werd het contract met het label beëindigd en stapte de band over naar het label SuperNova Records, dat werd opgericht door Steve Austin.
Het nieuwste album Axis of Eden van Today Is the Day kwam uit via het label. Het album werd onder meer opgenomen door Derek Roddy (Hate Eternal), die Mike Rosswog (Circle of Dead Children) op drums verving en kort na de promotournee (2008) de band verliet. Kort daarna stapte ook bassist Chris Debari uit en werd vervangen door John Judkins, en Fransman Julien Granger (Four Question Marks) werd vervolgens geïntroduceerd als de nieuwe drummer.
Op 22 juli 2010 werd bekend gemaakt dat de band rond Steve Austin een contract had getekend met Blackmarket Activities, het indielabel uit Massachusetts. Dit werd aangekondigd door het label op de homepage. Het uitbrengen van het nieuwe album Pain Is a Warning stond gepland voor 16 augustus 2011. De plaat werd opgenomen met een volledig vernieuwde bezetting. Nieuw zijn: Curran Reynolds op drums en Ryan Jones op bas (beide spelen ook in Wetnurse).

## Trivia
- Na het verlaten van de band verhuisden Bill Kelliher en Brann Dailor in 1999 naar Atlanta, Georgia, waar ze de band Mastodon formeerden, die tegenwoordig bekend is met Troy Sanders[18], Brent Hinds[19] en Eric Saner[20].
- Om de oprichting van zijn eigen label SuperNova Records te financieren, verkocht Steve Austin zijn uitgebreide vuurwapencollectie.
- Het mastermind van de band, Steve Austin, wordt beschouwd als een succesvolle producent in het undergroundcircuit, die al heeft gewerkt met bands als Lamb of God, Converge, Anal Cunt en Unsane.
- In 2003 trad Today Is the Day op tijdens het Relapse Records Contamination Festival in Philadelphia (Pennsylvania) naast bands als Mastodon, High on Fire, Neurosis en The Dillinger Escape Plan. Fragmenten van dit optreden zijn te horen op de Festival Live-dvd, uitgegeven door Relapse Records.

## Discografie

### Studioalbums
- 1993: Supernova, Amphetamine Reptile
- 1994: Willpower, Amphetamine Reptile
- 1996: Today Is the Day, Amphetamine Reptile
- 1997: Temple of the Morning Star, Relapse Records
- 1999: In the Eyes of God, Relapse Records
- 2002: Sadness Will Prevail, Relapse Records
- 2004: Kiss the Pig, Relapse Records
- 2007: Axis of Eden, SuperNova Records
- 2011: Pain Is a Warning, Blackmarket Activities

### Livealbums
- 2000:  Live Till You Die cd, Relapse
- 2002:  Blue Blood cd, Rage of Achilles
- 2006:  Today Is the Day Live dvd, SuperNova
- 2007:  Willpower dvd, SuperNova
- 2008:  Live in Japan dvd, SuperNova
- 2008:  Live at the Whiskey A Go-Go dvd, SuperNova

### Ep's en singles
- 1992:  How to Win Friends and Influence People ep, Eigenveröffentlichung
- 1993:  I Bent Scared 7" ep, Amphetamine Reptile
- 1997:  In These Black Days Vol. 3 Split 7" met Coalesce, Hydra Head Records
- 2001:  Zodiac Dreaming Split-Mini-cd met 16, Trash Art!
- 2001:  Descent Split-cd met Metatron, Dark Reign